# Nobreza da França
Nobreza francesa (em francês: Noblesse française) é, na França, o estamento de maior estrato, compreendendo aos títulos nobiliárquicos empossados pelos Reis de França, bem como aos descendentes de todos os nobres. Na cavalaria medieval, o Reino da França (843-1791) era padrão para o resto das monarquias europeias, seja pela casa da cultura cavalheiresca e a poesia, como por outras instituições. Entre as principais instituições da nobreza francesa está o Pariato da França, criado por Luís VII (1137–1180), durante a Idade Média.
As ordens militares cruzadas mais presentes na França foram a Ordem dos Templários e a Ordem dos Hospitalários. O cardeal de Richelieu (1585-1642) fez com que a nobreza perdesse quase toda a influência na política da França, de forma que fortalecesse o poder absoluto do monarca francês. A partir desse momento que a mesma tornar-se-á puramente cortesã. Por mais de mil e quinhentos anos a nobreza francesa - o Segundo Estado - foi o estamento dominante, não precisando, juntamente com o clero - o Primeiro Estado -, pagar impostos, entre muitos outros privilégios, tais como o alódio. Tal - o chamado Antigo Regime - veio a acabar com a Revolução Francesa (1789-1799).
A revolução chegou ao fim quando Napoleão Bonaparte, membro da pequena nobreza italiana, e militar francês em exercício, deu um golpe militar e instaurou o Primeiro Império Francês (1804-1814).
Há de se observar, também, a Restauração francesa, em 1814, com a queda do Primeiro Império Francês (1804-1814), e a restauração capetiana na França, com a volta da Casa de Bourbon ao trono, agora como monarca constitucional, sendo coroado Luís XVIII (dito XVIII em homenagem ao sobrinho Luís XVII, filho do deposto Luís XVI em si). Compreendendo os reinados bourbônicos de Luís XVIII e Carlos X, irmãos de Luís XVI, bem como os reinados, também bourbônicos, de Luís XIX e Henrique V. Com as Revoluções de 1830, sobe ao trono a Casa de Orléans (ramo cadete da Casa de Bourbon), também como monarca constitucional, com Luís Filipe I, então duque de Orléans, que seria aclamado pelo povo francês e pela Assembleia Nacional como o Rei dos Franceses. O mesmo viria a ser deposto com as Revoluções de 1848, e então seria instaurada a Segunda República Francesa (1848-1852). O primeiro presidente eleito da Segunda República Francesa foi Luís Napoleão Bonaparte, que vinha a ser sobrinho de Napoleão Bonaparte. Luís Napoleão Bonaparte foi aclamado Imperador dos Franceses, como Napoleão III (dito terceiro em homenagem ao seu primo de segundo grau, filho de Napoleão em si, Napoleão II), por plebiscito popular (realizado meses depois da proclamação da Segunda República Francesa), fundando, assim, o Segundo Império Francês (1852-1870). Em 1870, dezoito anos depois da fundação do Segundo Império, a Assembleia Nacional, no contexto da Guerra Franco-Prussiana (1870-1871), depõe Napoleão III, e funda a Terceira República Francesa (1870-1940). Desde então, nunca mais houve monarquia na França. 
Enquanto a Terceira República voltou mais uma vez aos princípios de igualdade levantados na Declaração dos Direitos do Homem e do Cidadão, e, posteriormente, na Revolução Francesa; na prática os escalões superiores da sociedade francesa mantiveram sua noção de distinção social no século XX (como atestado, por exemplo, pela presença de nobreza e distinções de classe nobres nas obras de Marcel Proust). O uso de seus títulos foi sancionado oficialmente.
Contudo, os tribunais franceses consideraram que o conceito de nobreza é incompatível com a igualdade de todos os cidadãos perante a lei proclamada na Declaração dos Direitos do Homem e do Cidadão de 1789 e que permanece na Constituição de 1958. O conceito de nobreza como um estatuto jurídico foi, pois, efectivamente abolido na França.
No entanto, os títulos nobiliárquicos existentes que eram hereditários sob um dos regimes monárquicos da França são considerados parte do nome legal e a sucessão nos títulos se dá de acordo com as regras estabelecidas no momento da outorga do título (na medida em que passam de e para apenas homens da mesma família). Eles são incapazes de se tornar uma parte legal do nome por auto-suposição ou uso prolongado, e têm direito às mesmas proteções nos tribunais civis e criminais franceses como o nome, mesmo que não ofereçam nem privilégio nem precedência. A regulamentação dos títulos é assegurada por uma secretaria do Ministério da Justiça, que pode verificar e autorizar o portador a fazer uso legal do título em documentos oficiais, tais como certidões de nascimento.
A nobreza e os títulos nobiliárquicos hereditários foram abolidos pelas revoluções de 1789 e 1848, mas os títulos de nobreza hereditários foram restaurados por decreto em 1852 e não foram abolidos por nenhuma lei posterior. No entanto, desde 1875, o Presidente da República não confere nem confirma títulos franceses (títulos estrangeiros específicos continuaram a ser autorizados pelo gabinete do Presidente, sendo que a última vez que um título foi autorizado foi em 1961), mas o Estado francês ainda os verifica; e os tribunais civis podem protegê-los e os tribunais criminais podem processar seus abusos.
Em 1975, havia 239 famílias nobres restantes titulares de títulos do Primeiro Império. Destes, talvez 130-140 foram intitulados. Apenas um título de príncipe e sete títulos de duque permanecem.
A nobreza francesa continua a viver e existir como estamento social, ainda que não oficialmente, e sem os privilégios e o poderio de outrora. Muitos são políticos, artistas, banqueiros, grandes empresários, jet setters, historiadores, etc. Outros preferem dedicar-se mais a gerir o patrimônio histórico-cultural herdado (nos casos em que o patrimônio familiar é conservado), como obras de arte, jóias, hôtels particuliers, castelos (normalmente apalaçados e denominados, em francês, châteaus), propriedades rurais, relíquias familiares (que muitas vezes são relíquias que têm papel importante na própria história da França), etc. Os nobres franceses da atualidade muitas vezes são retratados em meios de comunicação, mas, principalmente, nas revistas que cobrem a realeza e a nobreza, como Hola!, Point de Vue, Vanity Fair, Royalty,etc.

## Galeria de alguns nobres da França

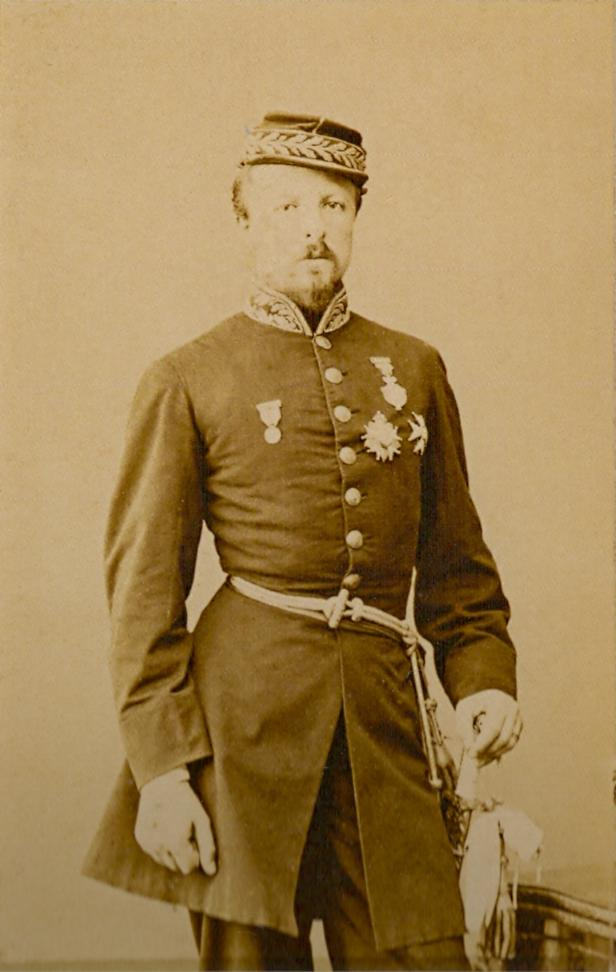
Gastão de Orléans, conde d'Eu
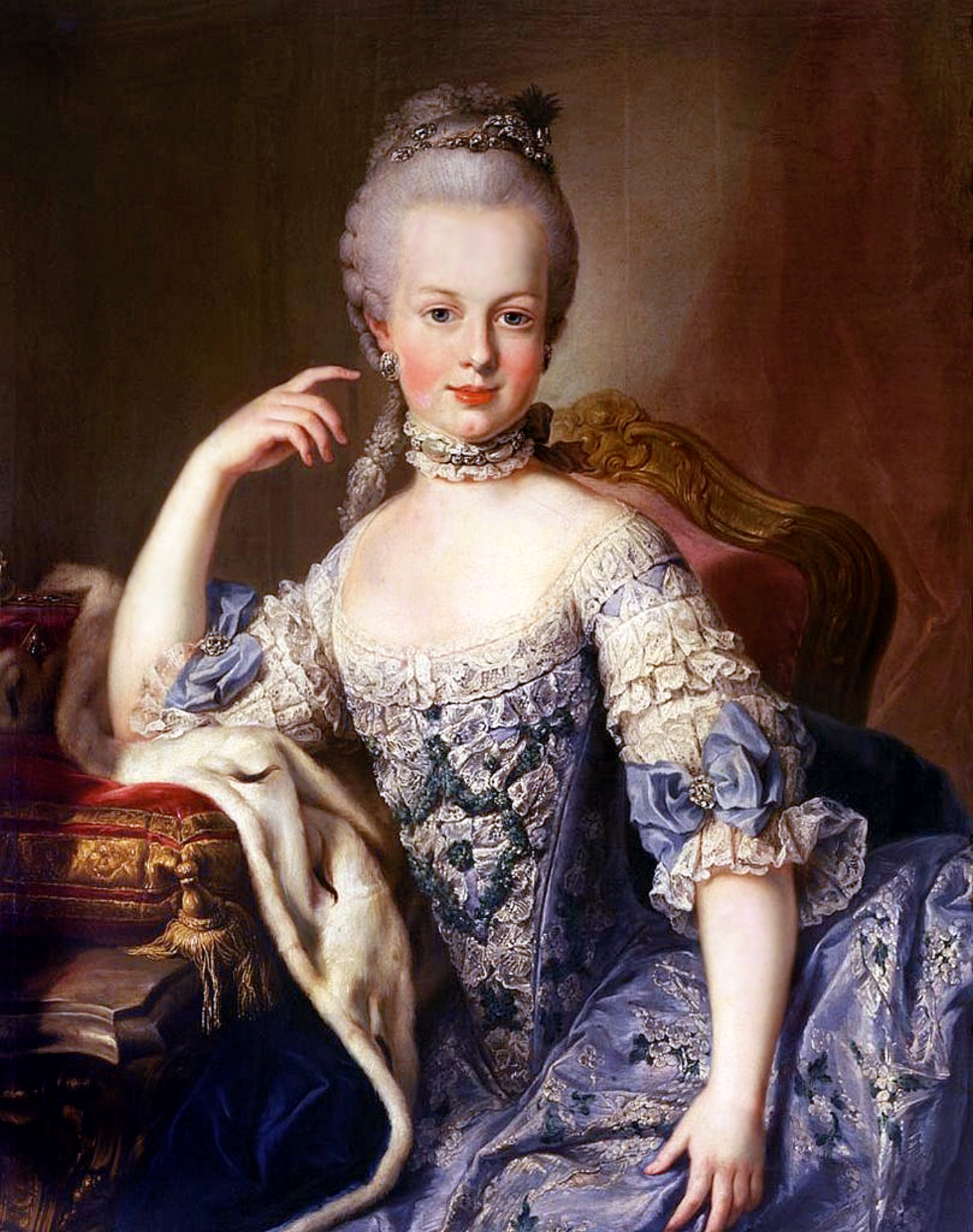
Maria Antonieta
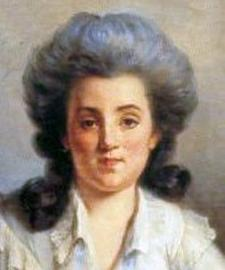
Luísa d'Aumont
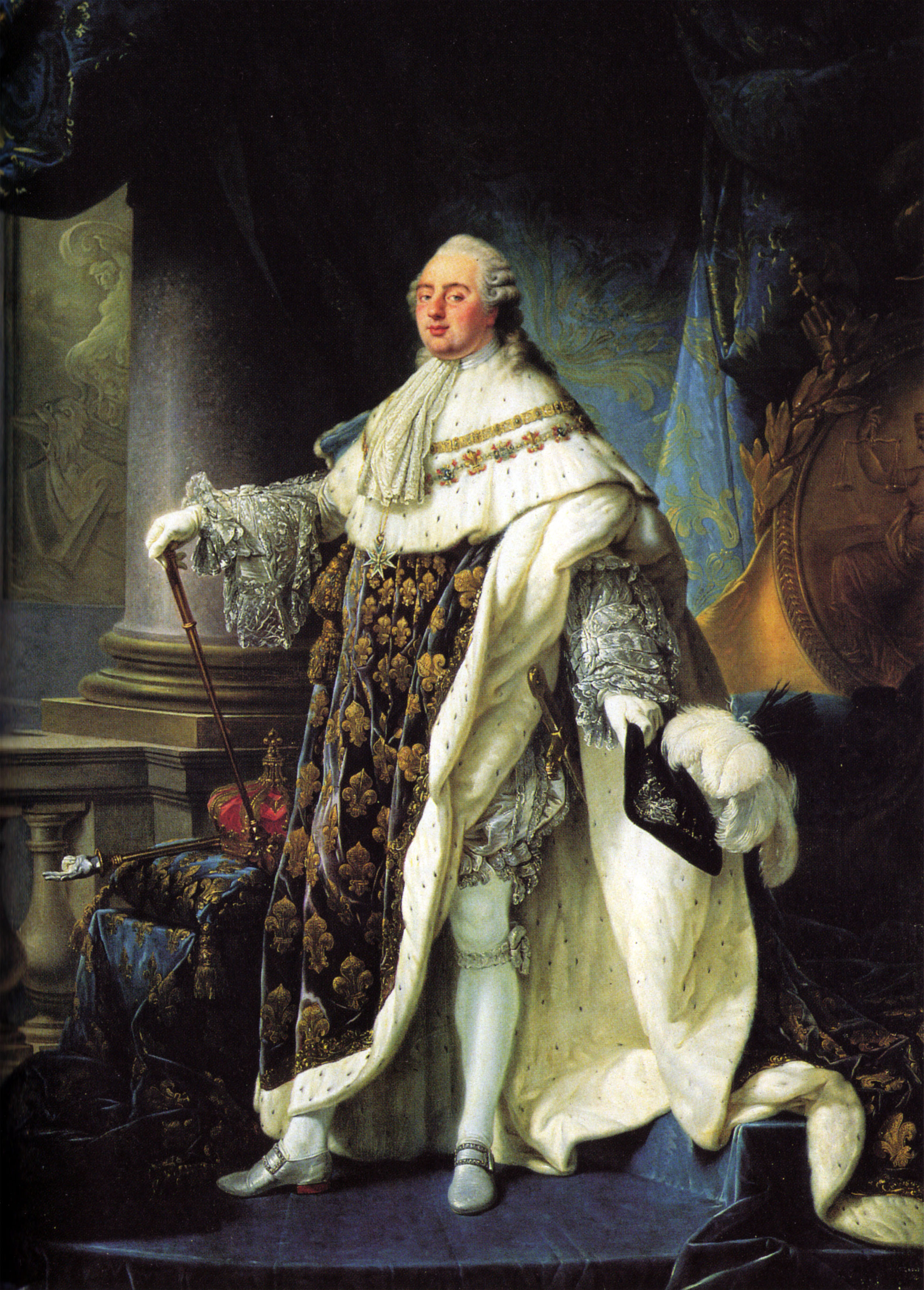
Rei Luís XVI de França
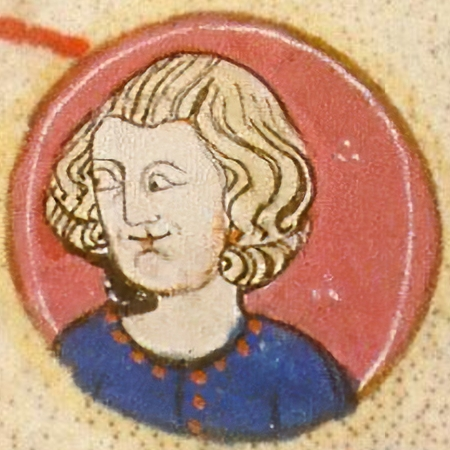
Roberto, conde de Clermont
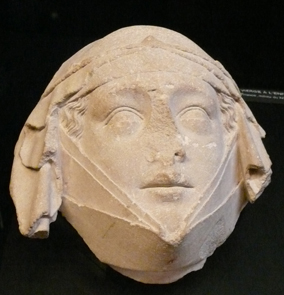
Joana, condessa de Tolosa
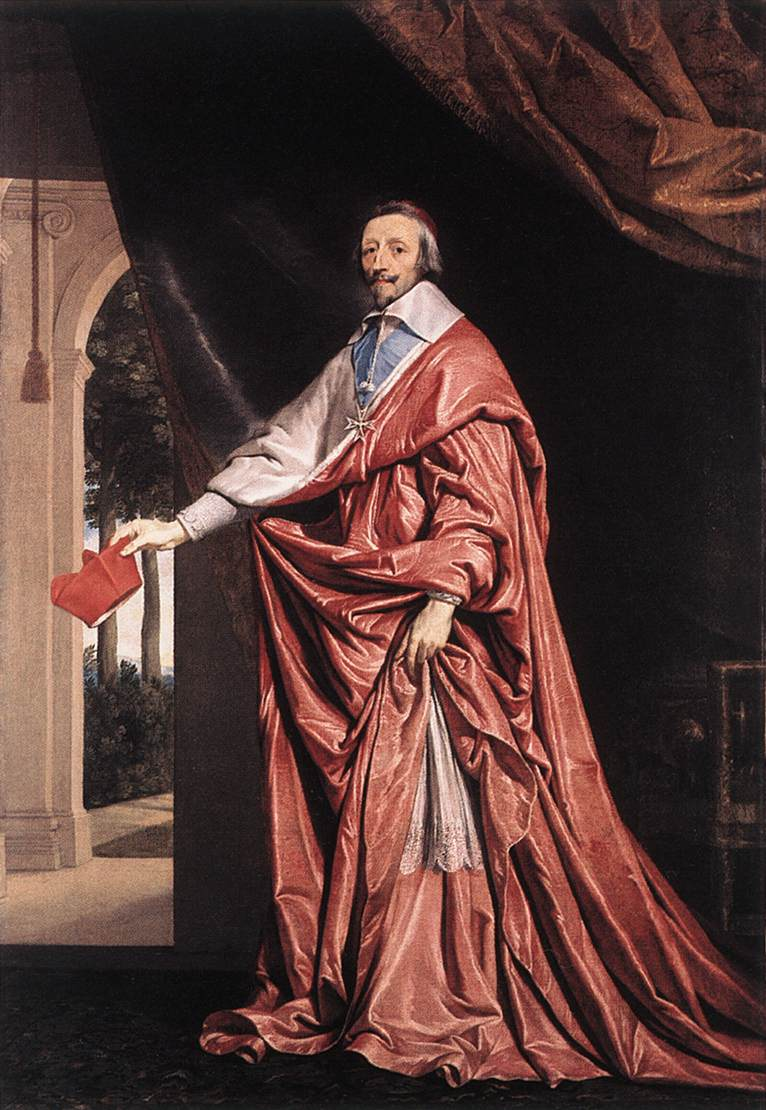
Cardeal Richelieu
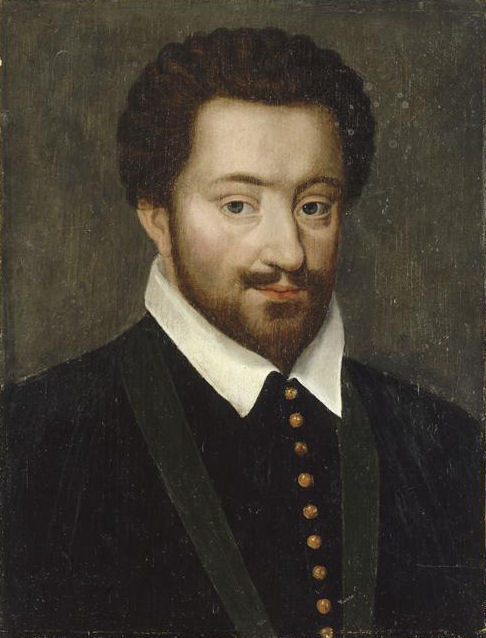
Carlos de Lorena, duque de Mayenne
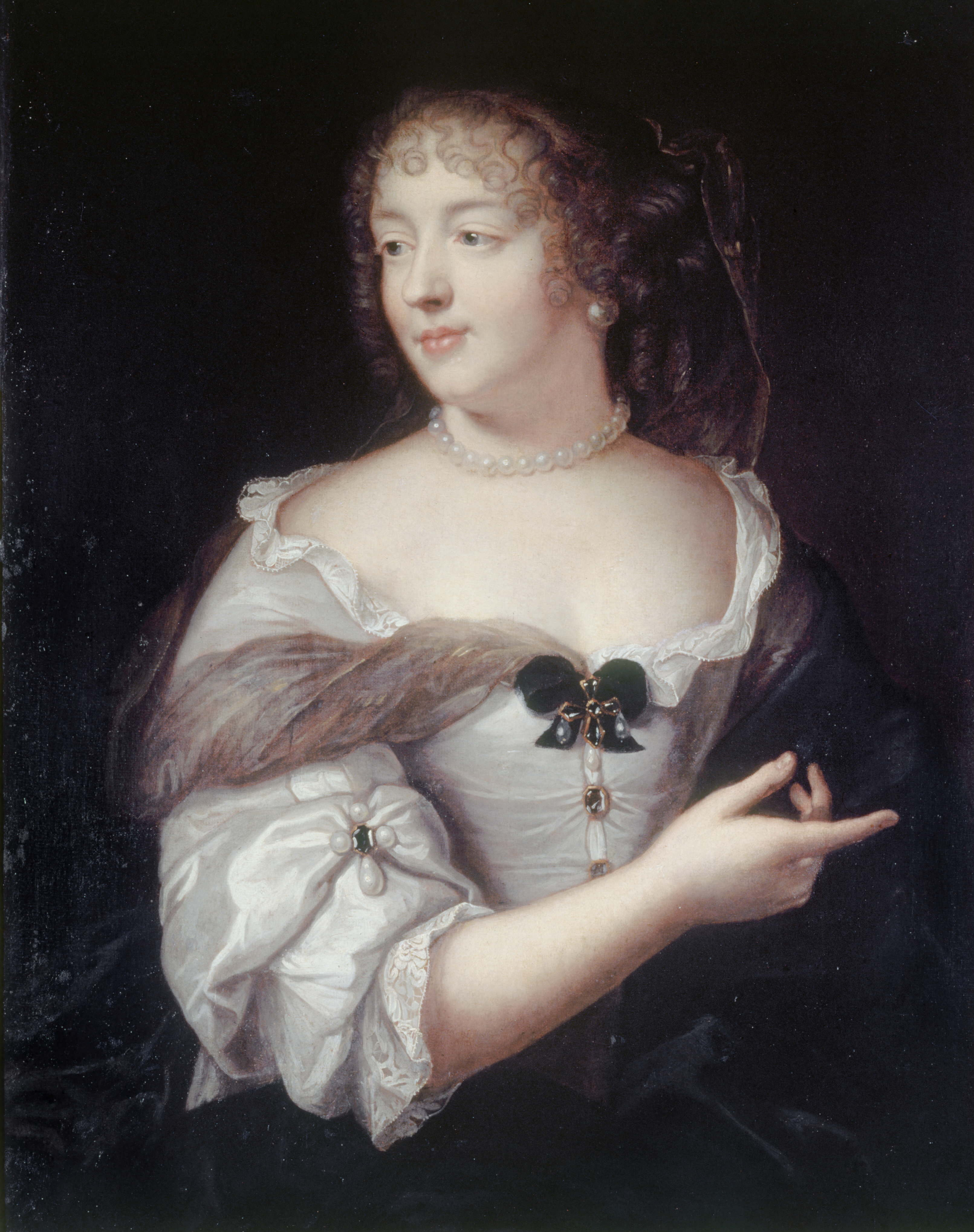
Maria de Rabutin-Chantal, marquesa de Sévigné
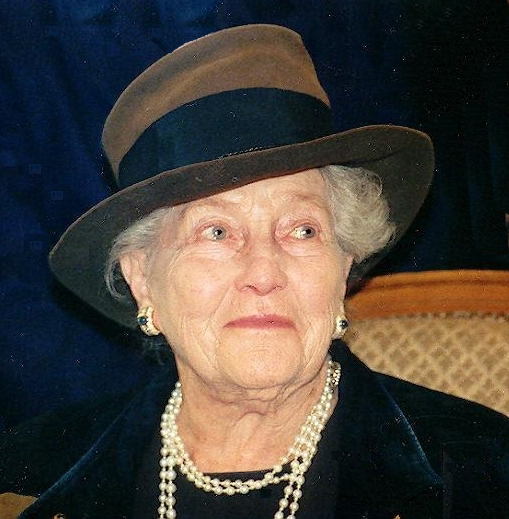
Isabel de Orléans e Bragança (1911-2003), a condessa de Paris